# Théorie des mécanismes
Pour les articles homonymes, voir Théorie des mécanismes (homonymie).
La théorie des mécanismes est un ensemble de méthodes qui permettent d'étudier les mécanismes et les structures, en vue de les comprendre, de les améliorer ou de les concevoir. Ces méthodes reposent essentiellement sur deux branches de la mécanique, la statique et la cinématique.
Le but de la théorie des mécanismes est de donner aux techniciens et ingénieurs un outil de travail efficace. On ne s'étonnera donc pas de voir associées, aussi souvent que possible, des considérations pratiques avec des notions beaucoup plus abstraites.

## Définitions préliminaires
- On appelle pièce tout sous-ensemble rigide faisant partie d'un mécanisme ou d'une structure, quelle que soit sa réalisation.
- Une liaison résulte de la mise en contact de deux pièces par l'intermédiaire de surfaces fonctionnelles appropriées. On attend d'une liaison qu'elle transmette certains efforts d'une pièce à l'autre, ou qu'elle interdise certains mouvements d'une pièce par rapport à l'autre. On dit bien « interdise » et non pas « autorise ».
- Les mécanismes et les structures résultent de l'agencement d'éléments rigides liés les uns aux autres ; ils comportent donc un nombre entier de pièces et un autre nombre entier, généralement différent, de liaisons. On trouve des systèmes dans lesquels certains éléments peuvent se mouvoir, une boîte de vitesses par exemple, et des agencements purement statiques comme l'ossature d'un bâtiment ou d'un ouvrage d'art, ou encore le montage qui immobilise une pièce en vue de son usinage sur une machine-outil.
- Dans un mécanisme formé de p + 1 pièces, on appelle généralement socle ou bâti celle qui sert de référence pour étudier, par la statique ou la cinématique, le comportement des p autres pièces.

## Hypothèses et limites de l'étude
- Les pièces sont parfaitement indéformables : la distance de deux points quelconques A et B appartenant à une même pièce est donc rigoureusement invariable. On néglige ici l'élasticité, en déduisant immédiatement qu'un ressort ne doit jamais être considéré comme une pièce.
- Les surfaces fonctionnelles par lesquelles les pièces viennent en contact sont géométriquement parfaites. On néglige cette fois les tolérances de forme et d'état de surface.
- Les liaisons créées entre les pièces sont parfaites, c'est-à-dire qu'elles sont réalisées sans jeu, ni serrage, ni frottement. Les ajustements et l'usure sont exclus de l'étude.

## Liaisons simples
Pour des raisons pratiques, les surfaces utilisées pour réaliser des liaisons sont le plus souvent des cylindres, des plans ou des sphères.
Les cylindres peuvent être réalisés très facilement et avec une bonne précision sur une large gamme de machines-outils, ce sont les surfaces les plus économiques et il faut bien sûr les utiliser aussi largement que possible. Les plans sont nettement moins faciles à réaliser, surtout s'ils ont une surface importante, mais ils restent d'un coût raisonnable. Les sphères sont les surfaces les plus onéreuses, surtout si l'on veut imposer à la fois un diamètre précis et des tolérances de forme et de rugosité très faibles. On les évite donc autant que possible en tant que telles, mais leur usage est indispensable pour obtenir certaines fonctions particulières ; dans ce cas, on essaie de trouver des solutions de substitution, ce qui est très souvent possible.
En associant deux à deux ces surfaces, on obtient six combinaisons qui correspondent aux six liaisons simples bien connues :
| association          | liaison                                                             |
| plan et sphère       | appui ponctuel, encore appelé « appui simple »                      |
| plan et cylindre     | appui linéaire rectiligne, ou parfois « appui linéaire » tout court |
| plan et plan         | appui plan                                                          |
| cylindre et sphère   | appui linéaire annulaire, ou « anneau », ou encore « gouttière »    |
| cylindre et cylindre | pivot glissant ou « verrou »                                        |
| sphère et sphère     | rotule ou « liaison sphérique »                                     |

On ne s'attardera pas sur la liaison nulle (appelée liaison libre), ni sur la liaison complète (nommée liaison encastrement).
Chacune des liaisons simples possède des particularités qu'il convient de connaître par cœur si l'on veut utiliser efficacement la théorie des mécanismes. D'autres liaisons seront ajoutées par la suite et considérées comme des liaisons simples, moyennant certaines précautions.

### Liaisons ponctuelles, linéiques et surfaciques
- contact ponctuel : en faisant se toucher une sphère et un plan, le contact théorique se résume à un point. En pratique, si la liaison doit transmettre des efforts, ce contact va s'écraser quelque peu et devenir une petite surface, sans quoi la pression serait infinie. L'appui ponctuel est cependant la plus précise de toutes les liaisons et la seule qui permette de localiser le contact réel dans une toute petite zone de l'espace. On ne s'en servira guère pour transmettre des efforts, sauf sous forme de contact roulant, en revanche on l'utilisera à chaque fois que l'on aura besoin de précision : transmission d'une information de position, construction d'appareils de mesure, montages de premier usinage, etc.
- contact linéique : on le rencontre dans les deux appuis linéaires, rectiligne et annulaire. Il supporte davantage d'efforts que le contact ponctuel, mais les imperfections des surfaces font que l'on ne connaît jamais avec précision les zones réelles dans lesquelles se font les portées entre les pièces.
- contact surfacique : on le trouve dans l'appui plan, le pivot glissant et la rotule. Pour l'obtenir, il faut deux surfaces complémentaires présentant des courbures opposées. En pratique les efforts transmis sont beaucoup plus importants que pour les contacts ponctuel et linéique, tandis que les zones réelles de portées sont toujours très mal déterminées. Ces liaisons seront donc refusées s'il faut transmettre des informations et au contraire recherchées pour transmettre des puissances.

### Liaisons unilatérales et bilatérales
Une liaison unilatérale transmet certains efforts ou interdit certains mouvements dans un seul sens. Une liaison bilatérale qui transmet un effort transmet aussi l'effort opposé et de même, si elle interdit un mouvement, elle interdit également le mouvement opposé.
Les trois liaisons qui comportent un plan, c'est-à-dire l'appui ponctuel, l'appui linéaire rectiligne et l'appui plan, sont des liaisons unilatérales. Au contraire, l'appui linéaire annulaire, le pivot glissant et la rotule sont des liaisons bilatérales.
Une liaison unilatérale transmet les efforts dans un seul sens, et elle le fait alors sans jeu. Si les efforts changent de sens, elle n'existe plus. Une liaison bilatérale subsiste lorsque les efforts transmis changent de sens, mais le jeu se rattrape alors d'un côté ou de l'autre et les positions relatives des pièces ne sont plus déterminées avec une grande précision.
On raisonne souvent comme si les liaisons unilatérales étaient en fait bilatérales. Après tout, loger une sphère, un cylindre ou un « bloc » entre deux plans parallèles n'est pas vraiment plus difficile que d'ajuster deux sphères l'une à l'autre pour former une rotule.

## Actions directes, efforts de liaison
Lorsque l'on étudie l'équilibre d'une pièce, il faut commencer par l'« isoler » et faire l'inventaire de tous les efforts extérieurs qu'elle subit. On s'aperçoit alors que ces efforts sont de deux sortes :
- les actions directes, appliquées autrement que par les liaisons et a priori connues ; on compte dans cette catégorie les forces de volume (poids, attractions électrique et magnétique), certaines forces de surface (pression d'un fluide, poussée du vent...), et celles que l'on applique volontairement (couple moteur, traction d'un ressort...),
- les efforts de liaison, qui sont les forces et les couples appliqués par les diverses pièces liées à celle que l'on étudie. Ces efforts sont a priori en partie inconnus.